# Guido I de Dampierre
Guido I de Dampierre (1100 — 1151) foi visconde de Troyes e senhor de Dampierre-sur-l'Aube.

## Relações familiares
Foi filho de Teobaldo de Dampierre senhor de Dampierre-sur-l'Aube e de Isabel de Monthlery, filha de Milon I de Montlhéry (? - 1102) e de Litauise de Eu. Casou com Helvida de Baudement de quem teve:
1. Guilherme I de Dampierre (? - 1161) casou com Ermengarde de Mouchy filha de Dreux III de Monchy e de (1080 -?) e de Edite de Warenne (1076 -?).
2. Anserico de Dampierre
3. André de Dampierre
4. Milon de Dampierre
5. Guido de Dampierre, bispo de Chalons-sur-Marne
6. Helvida de Dampierre casou com Joffroi IV de Joinville
7. Inês de Dampierre casou com Narjod II de Toucy